# Arthur Rostron
Sir Arthur Henry Rostron, britanski pomorščak, mornar, častnik in kapitan * 14. maj 1869 Bolton, Lancashire, Združeno Kraljestvo † 4. november 1940 Chippenham Wiltshire, Združeno Kraljestvo.
Rostron je kot pomorski častnik in kapitan služil v družbi Cunard Line, kateri se je pridružil leta 1895. Najbolj znan je po poveljevanju čezoceanski ladji RMS Carpathia in z njo rešil na stotine preživelih potnikov z ladje RMS Titanic, ki je v Severnem Atlantiku trčila v ledeno goro in potonila v dveh urah z 1.503 ljudmi.
Rostron je dobil široko pohvalo za svoja energična prizadevanja za doseg Titanicove lokacije, preden je potonil, ter za njegove učinkovite priprave na reševanje preživelih. Kongres Združenih držav Amerike mu je podelil kongresno zlato medaljo in pokal, leta 1926 pa je bil Rostron imenovan za viteza poveljnika reda Britanskega imperija. Na čezoceanskih ladjah je delal za družbo Cunard Line vse do leta 1931, ko se je upokojil. Novembra 1940 je umrl zaradi pljučnice.